# Kardinalska imenovanja pape Klementa VII.
Papa Klement VII. za vrijeme svoga pontifikata (1523. – 1534.) održao je 14 konzistorija na kojima je imenovao ukupno 33 kardinala.

## Konzistorij 3. svibnja 1527. (I.)
1. Benedetto Accolti, ravenski nadbiskup
2. Agostino Spinola, biskup Perugije
3. Niccolo Gaddi, fermski izabrani biskup
4. Ercole Gonzaga, mantovski biskup
5. Marino Grimani, akvilejski patrijarh

## Konzistorij 21. studenoga 1527. (II.)
1. Antonio Sanseverino, O.S.Io.Hieros
2. Gianvincenzo Carafa, napuljski nadbiskup
3. Andrea Matteo Palmieri, nadbiskup Acerenze i Matere
4. Antoine du Prat, senski nadbiskup, Francuska
5. Enrique de Cardona y Enríquez, monrealski nadbiskup
6. Girolamo Grimaldi, đenovski klerik
7. Pirro Gonzaga, modenski biskup
8. Sigismondo Pappacoda, tropeanski biskup

## Konzistorij 7. prosinca 1527. (III.)
1. Francisco de los Ángeles Quinones, O.F.M., generalni ministar svoga reda

## Konzistorij 20. prosinca 1527. (IV.)
1. Francesco Cornaro, stariji, venecijanski patricij

## Konzistorij u siječnju 1529. (V.)
1. Girolamo Doria, đenovski klerik

## Konzistorij 10. siječnja 1529. (VI.)
1. Ippolito de' Medici, avinjonski nadbiskup

## Konzistorij 13. kolovoza 1529. (VII.)
1. Mercurino Arborio di Gattinara, laik, pravni savjetnik i kancelar cara Karla V.

## Konzistorij 9. ožujka 1530. (VIII.)
1. François de Tournon, C.R.S.A., nadbiskup Bourgesa, Francuska
2. Bernhard von Cles, knez-biskup Trenta
3. Louis de Gorrevod, biskup Saint-Jean de Mauriennea, Francuska
4. García de Loaysa y Mendoza, O.P., osmanski biskup, Španjolska
5. Ínigo López de Mendoza y Zúniga, burgoski biskup, Španjolska

## Konzistorij 8. lipnja 1530. (IX.)
1. Gabriel de Gramont, tarbeski biskup, Francuska, veleposlanik kralja Franje I.

## Konzistorij 22. veljače 1531. (X.)
1. Alfonso Manrique de Lara y Solís, seviljski nadbiskup, Španjolska
2. Juan Pardo de Tavera, kompostelanski nadbiskup, Španjolska

## Konzistorij 22. rujna 1531. (XI.)
1. Antonio Pucci, biskup Pistoije

## Konzistorij 21. veljače 1533. (XII.)
1. Esteban Gabriel Merino, jaenski biskup i zapadnoindijski patrijarh, Španjolska

## Konzistorij 3. ožujka 1533. (XIII.)
1. Jean d'Orléans-Longueville, tuluski nadbiskup i orleanski biskup, Francuska

## Konzistorij 7. studenoga 1533. (XIV.)
1. Jean Le Veneur, biskup Lisieuxa, Francuska
2. Claude de Longwy de Givry, langreski biskup, Francuska
3. Odet de Coligny de Châtillon, laik, iz istaknute francuske obitelji[a]
4. Philippe de la Chambre, O.S.B., opat opatije Saint-Pierre-de-Corbie, Francuska